# 经济、社会和文化权利
经济、社会和文化权利是社會經濟人權，例如受教育的權利、住屋權利、社會福利權、擁有基本的生活質素等等。经济、社会和文化权利被視為受保護的國際人權權益，属于第二代人权（公民权利和政治权利为第一代人权）。聯合國的成員都有其責任去尊重、保護及履行经济、社会和文化权利，也期望成員國會作出實際行動。
世界人權宣言內包含一系列的经济、社会和文化权利，经济、社会及文化权利国际公约是國際認可的首要參考資料。而兒童權利公約和消除對婦女一切形式歧視公約則有不少保障兒童和婦女的经济、社会和文化权利。消除一切形式種族歧視國際公約則禁止因為種族或膚色歧視而制定有關的经济、社会和文化权利。